# Канамару, Юсукэ
Юсукэ Канамару (яп. 金丸 雄介, 14 сентября 1979, Хакусан) — японский дзюдоист лёгкой весовой категории, выступал за сборную Японии на всём протяжении 2000-х годов. Участник летних Олимпийских игр в Пекине, обладатель серебряной и бронзовой медалей чемпионатов мира, серебряный призёр Азиатских игр в Пусане, серебряный и бронзовый  призёр чемпионатов Азии, серебряный призёр Восточноазиатских игр в Осаке, победитель многих турниров национального и международного значения. Также известен как тренер по дзюдо.

## Биография
Юсукэ Канамару родился 14 сентября 1979 года в городе Хакусане префектуры Исикава. Активно заниматься дзюдо начал в возрасте пяти лет, проходил подготовку в студенческих командах во время обучения в университетах Рётокудзи и Цукубы.
Первого серьёзного успеха на взрослом международном уровне добился в 2001 году, когда попал в основной состав японской национальной сборной и побывал на Восточноазиатских играх в Осаке, откуда привёз награду серебряного достоинства, выигранную в зачёте лёгкого веса. Кроме того, в этом сезоне выступил на чемпионате мира в Мюнхене, где стал серебряным призёром в своём весовом дивизионе — единственное поражение потерпел в финале от россиянина Виталия Макарова. Год спустя получил серебро на Азиатских играх в Пусане, ещё через год удостоился серебряной медали на чемпионате Азии в корейском Чеджу — в решающем поединке его победил представитель Южной Кореи Ли Вон Хи.
В 2005 году в лёгком весе Канамару взял бронзу на азиатском первенстве в Ташкенте, в 2007 году завоевал бронзовую медаль на чемпионате мира в Рио-де-Жанейро — на стадии четвертьфиналов проиграл корейцу Ван Ги Чхуну. Благодаря череде удачных выступлений удостоился права защищать честь страны на летних Олимпийских играх 2008 года в Пекине, однако в первом же поединке потерпел поражение от иранца Али Маломата. В утешительных встречах за третье место взял верх над двумя соперниками, но затем в полуфинале проиграл действующему чемпиону Европы бельгийцу Дирку ван Тихелту, и таким образом остался на этих Играх без медали. Вскоре по окончании Олимпиады принял решение завершить спортивную карьеру.
С 2012 года работает одним из тренеров в японской мужской национальной сборной.